# 다비트 듀리시
다비트 듀리시(슬로바키아어: Dávid Ďuriš, 1999년 3월 22일 ~ )는 슬로바키아의 축구 선수로, 현재 노르웨이 엘리테세리엔의 로센보르그에서 공격수로 활약하고 있다.

## 구단 경력

### 질리나
듀리시는 2019년 7월 20일, 젬플린 미할로우체와의 경기에서 질리나 소속으로 슬로바키아 수페르리가 데뷔 전을 치렀다.

#### 아스콜리로의 임대
2024년 1월 31일, 듀리시는 이탈리아 세리에 B의 아스콜리에 옵션으로 임대되어 합류했다. 듀리시는 클럽에서 11경기에 출전했으며, 이 중 5경기는 선발 라인업에 포함되었다. 듀리시의 두 골에도 불구하고 아스콜리는 시즌 종료 후 2024-25년 세리에 C로 강등되었는데, 듀리시는 삼프도리아 전에서 세 번째 리그 출전, 레코 전에서 네 번째 출전을 각각 기록했다.

## 국가대표팀 경력
듀리시는 2022-23년 UEFA 네이션스리그 경기를 앞두고 2022년 9월, 프란체스코 칼초나 감독이 슬로바키아 국가대표팀에 처음으로 지명했으며, 11월 친선 경기를 앞두고 같은 포지션에서 지명을 반복했다. 그는 2022년 9월 22일, 아제르바이잔과의 경기에서 83분 마투시 베로와 교체되어 슬로바키아가 1-0으로 뒤진 상황에서 국가대표팀에 데뷔했고, 에리크 지르카와 호자트 하그베르디의 추가골로 2-1로 패했다.